# Kanton Saint-Loup-sur-Semouse
Der Kanton Saint-Loup-sur-Semouse ist seit 1790 ein französischer Wahlkreis in den Arrondissements Lure und Vesoul im Département Haute-Saône in der Region Bourgogne-Franche-Comté. Sein Hauptort ist Saint-Loup-sur-Semouse. 

## Gemeinden
Der Kanton besteht aus 23 Gemeinden und Gemeindeteilen mit insgesamt 14.670 Einwohnern (Stand: 1. Januar 2022) auf einer Gesamtfläche von 277,70 km²:
| Gemeinde                      | Einwohner 1. Januar 2022 | Fläche km² | Dichte Einw./km² | Code INSEE | Postleitzahl | Arrondissement |
| ----------------------------- | ------------------------ | ---------- | ---------------- | ---------- | ------------ | -------------- |
| Abelcourt                     | 338                      | 7,46       | 45               | 70001      | 70300        | Lure           |
| Aillevillers-et-Lyaumont      | 1.440                    | 36,30      | 40               | 70006      | 70320        | Lure           |
| Ainvelle                      | 148                      | 6,75       | 22               | 70008      | 70800        | Lure           |
| Briaucourt                    | 250                      | 9,83       | 25               | 70097      | 70800        | Lure           |
| Conflans-sur-Lanterne         | 569                      | 13,09      | 43               | 70168      | 70800        | Lure           |
| Corbenay                      | 1.249                    | 15,73      | 79               | 70171      | 70320        | Lure           |
| Éhuns                         | 221                      | 5,53       | 40               | 70213      | 70300        | Lure           |
| Fleurey-lès-Saint-Loup        | 128                      | 3,54       | 36               | 70238      | 70800        | Lure           |
| Fontaine-lès-Luxeuil          | 1.329                    | 27,73      | 48               | 70240      | 70800        | Lure           |
| Fougerolles-Saint-Valbert     | 3.529                    | 51,21      | 69               | 70245      | 70220        | Lure           |
| Francalmont                   | 116                      | 6,86       | 17               | 70249      | 70800        | Lure           |
| Hautevelle                    | 253                      | 7,78       | 33               | 70284      | 70800        | Lure           |
| La Vaivre                     | 216                      | 3,04       | 71               | 70512      | 70320        | Lure           |
| La Villedieu-en-Fontenette    | 167                      | 9,65       | 17               | 70555      | 70160        | Lure           |
| Magnoncourt                   | 400                      | 6,67       | 60               | 70315      | 70800        | Lure           |
| Mailleroncourt-Charette       | 279                      | 10,60      | 26               | 70322      | 70240        | Lure           |
| Meurcourt                     | 343                      | 11,89      | 29               | 70344      | 70300        | Lure           |
| Neurey-en-Vaux                | 139                      | 5,27       | 26               | 70380      | 70160        | Vesoul         |
| Saint-Loup-sur-Semouse        | 2.842                    | 16,54      | 172              | 70467      | 70800        | Lure           |
| Sainte-Marie-en-Chaux         | 161                      | 2,43       | 66               | 70470      | 70300        | Lure           |
| Velorcey                      | 204                      | 6,18       | 33               | 70541      | 70300        | Lure           |
| Villers-lès-Luxeuil           | 312                      | 9,10       | 34               | 70564      | 70300        | Lure           |
| Visoncourt                    | 37                       | 4,52       | 8                | 70571      | 70300        | Lure           |
| Kanton Saint-Loup-sur-Semouse | 14.670                   | 277,70     | 53               | 7013       | –            | –              |

1. ↑   Nur die Fläche der ehemaligen Gemeinde Fougerolles, der Rest gehört zum Kanton Luxeuil-les-Bains.

Bis zur landesweiten Neuordnung der französischen Kantone im März 2015 gehörten zum Kanton Saint-Loup-sur-Semouse die 13 Gemeinden Aillevillers-et-Lyaumont, Ainvelle, Briaucourt, Conflans-sur-Lanterne, Corbenay, Fleurey-lès-Saint-Loup, Fontaine-lès-Luxeuil, Fougerolles, Francalmont, Hautevelle, La Vaivre, Magnoncourt und Saint-Loup-sur-Semouse. Sein Zuschnitt entsprach einer Fläche von 204,98 km2. Er besaß vor 2015 einen anderen INSEE-Code als heute, nämlich 7022.

## Veränderungen im Gemeindebestand seit der landesweiten Neuordnung der Kantone
2019: Fusion Fougerolles und Saint-Valbert (Kanton Luxeuil-les-Bains) → Fougerolles-Saint-Valbert

## Bevölkerungsentwicklung
| Jahr                       | 1962   | 1968   | 1975   | 1982   | 1990   | 1999   | 2016   |
| Einwohner                  | 13.826 | 14.898 | 16.015 | 16.494 | 15.896 | 15.255 | 15.524 |
| Quellen: Cassini und INSEE |        |        |        |        |        |        |        |